# Церква Введення в храм Пресвятої Богородиці (Стоянці)
Церква Введення в храм Пресвятої Богородиці у с. Стоянці — дерев'яна церква у селі Стоянці Мостиського району Львівської області України. Зведена за різними даними наприкінці XVIII або XIX століття, мала статус пам'ятки архітектури місцевого значення (охоронний № 2317-М), згоріла 10 травня 2000 року.

## Історія
Церква у селі Стоянці вперше згадується в історичних документах за 1578 рік. За твердженням дослідника церков Західної України Василя Слободяна, у 1789 році в селі звели дерев'яну церкву, у 1847 році її ремонтували. Проте за даними шематизмів Перемишльської єпархії, сільська церква Введення була побудована 1657 року в Перемишлі, звідки її 1874 або 1875 року перенесли до Стоянців, а 1931 року відновили. Станом на 1939 рік церква у Стоянцях підпорядковувалася Судововишенському деканату Перемишльскої єпархії греко-католицької церкви, кількість парафіян становила 591 особу.
За радянської влади, у 1963—1989 роках церква не діяла.
10 травня 2000 року дерев'яна церква Введення згоріла. На її місці пізніше відбудували новий, мурований храм.

## Опис
Церква Введення у селі Стоянці була дерев'яна, тризрубна, одноверха. Квадратна у плані центральна нава увінчувалася великою витягненою банею із світловим ліхтарем і маківкою.
Біля церкви стояла дерев'яна, двоярусна, квадратна у плані дзвіниця.